# Pelazgos
Pelazgos (gr. Πελασγός Pelasgós, łac. Pelasgus) – eponim mitycznego ludu Pelazgów zamieszkujących Półwysep Grecki przed przybyciem ludów greckich. Z uwagi na to, że Pelazgowie mieli zamieszkiwać zarówno Tesalię jak i Peloponez istnieje kilka niezależnych genealogii tego bohatera.

## Genealogia arkadyjska
Według tradycji arkadyjskiej Pelazgos ze związku z okeanidą Meliboją, nimfą Kyllene lub Dejanirą miał syna Likaona, który z kolei spłodził pięćdziesięciu synów, przeważnie eponimów miast i plemion greckich oraz córkę Kallisto, która urodziła Zeusowi syna Arkasa, eponima Arkadii. Według jednego rodowodu Pelazgos był synem Zeusa i Niobe, według drugiego był pierwszym człowiekiem zamieszkującym Arkadię. Podobno był urodzony z ziemi. Jako król Arkadii nauczył swój lud mieszkania w domach i rozróżniania roślin użytecznych i szkodliwych.

## Genealogia argolidzka
Drugą genealogię przekazał Pauzaniasz. Wedle niej Pelazgos był potomkiem Zeusa i Niobe dopiero w czwartym pokoleniu. Jego rodzicami byli Triopas i Sosis (albo Sois), a braćmi Iasos i Agenor. Był Argejczykiem, a nie Arkadyjczykiem. Gościł u siebie boginię Demeter, gdy ta poszukiwała swej córki i wybudował dla niej świątynię Demeter pelazgijskiej. Miał córkę Larisę, od której wziął nazwę akropol wznoszący się nad Argos.

## Rodowód tesalski
W wersji tesalskiej Pelazgos nie był ojcem, ale synem Larisy i Posejdona. Miał dwóch braci Achajosa i Ftiosa. Wraz z braćmi opuścił Peloponez i zajął Tesalię, która wówczas zwała się Hajmonią. Bracia wygnali dzikich mieszkańców tej krainy, a zdobycz podzielili między siebie. Tak powstały Achaja, Ftiotyda i Pelasgiotis. W pięć pokoleń później potomkowie trzech braci zostali wyparci z Tesalii przez Kuretów i Lelegów. Część wygnanych wówczas „Pelazgów” zawędrowała do Italii.